# 오리진 (데이터 분석 소프트웨어)
오리진(Origin)은 대화형 과학 그래프 작성 및 데이터 분석을 위한 독점 컴퓨터 프로그램이다. 오리진랩 코퍼레이션(OriginLab Corporation)에서 제작했으며 마이크로소프트 윈도우에서 실행된다. 이는 랩플롯(LabPlot) 및 SciDAVis와 같은 여러 플랫폼 독립적 오픈 소스 클론 및 대안에 영감을 주었다.
오리진의 그래프 지원에는 다양한 2D/3D 플롯 유형이 포함된다.
오리진의 데이터 분석에는 통계, 신호 처리, 곡선 피팅 및 피크 분석이 포함된다. 오리진의 곡선 피팅은 레벤베르그-마르콰트(Levenberg-Marquardt) 알고리즘을 기반으로 하는 비선형 최소 제곱 피터에 의해 수행된다.
오리진은 ASCII 텍스트, 엑셀, NI TDM, DIADem, NetCDF, SPC 등 다양한 형식의 데이터 파일을 가져온다. 또한 그래프를 JPEG, GIF, EPS, TIFF 등과 같은 다양한 이미지 파일 형식으로 내보낼 수도 있다. ADO를 통해 데이터베이스 데이터에 액세스하기 위한 내장 쿼리 도구이다.